# Stepan Rybak
Stepan Josypowycz Rybak, ukr. Степан Йосипович Рибак, ros. Степан Иосифович Рыбак, Stiepan Iosifowicz Rybak (ur. w styczniu 1948 w Otyni, w obwodzie stanisławowskim) – ukraiński piłkarz, grający na pozycji obrońcy, a wcześniej pomocnika, trener piłkarski.

## Kariera piłkarska

### Kariera klubowa
Wychowanek miejscowej drużyny amatorskiej Karpaty Otynia, skąd w 1965 został zaproszony do klubu Karpaty Kołomyja, który trenował Mychajło Turianski. W 1966 rozpoczął zawodową karierę piłkarską w Spartaku Iwano-Frankowsk, w którym występował przez 12 lat. Na początku 1973 służył w wojskowym klubie SK Łuck, ale wkrótce powrócił do Spartaka. W 1977 zakończył karierę piłkarską.

## Kariera trenerska
Po zakończeniu kariery zawodniczej pomagał trenować Prykarpattia Iwano-Frankowsk, a potem pracował jako szkoleniowiec w Szkole Piłkarskiej Spartak Iwano-Frankowsk.

## Sukcesy i odznaczenia

### Sukcesy klubowe
- mistrz Klasy B ZSRR: 1969
- mistrz Drugiej lihi ZSRR: 1972

### Odznaczenia
- tytuł Mistrza Sportu ZSRR: 1976